# Apocalisse di Adamo
L'Apocalisse di Adamo è un apocrifo dell'Antico Testamento del I-II secolo scritto in copto, di origine giudeo-gnostica o cristiano-gnostica. Appartiene al genere apocalittico. Si è conservata all'interno dei Codici di Nag Hammâdi ritrovati in Egitto nel 1945. Nello specifico si tratta del quinto trattato all'interno del Codice V. 
L'Apocalisse di Adamo si segnala in particolare per la sua radicale riscrittura in chiave gnostica dei principali episodi della storia biblica, ed in particolare del racconto della Genesi, dei Vangeli e del Giudizio Universale, che vengono rivisitati alla luce del conflitto tra il falso dio della materia, identificato con la divinità dell'Antico Testamento, e il vero Dio del mondo spirituale, identificato con il Padre divino del Messia.

## Contenuto

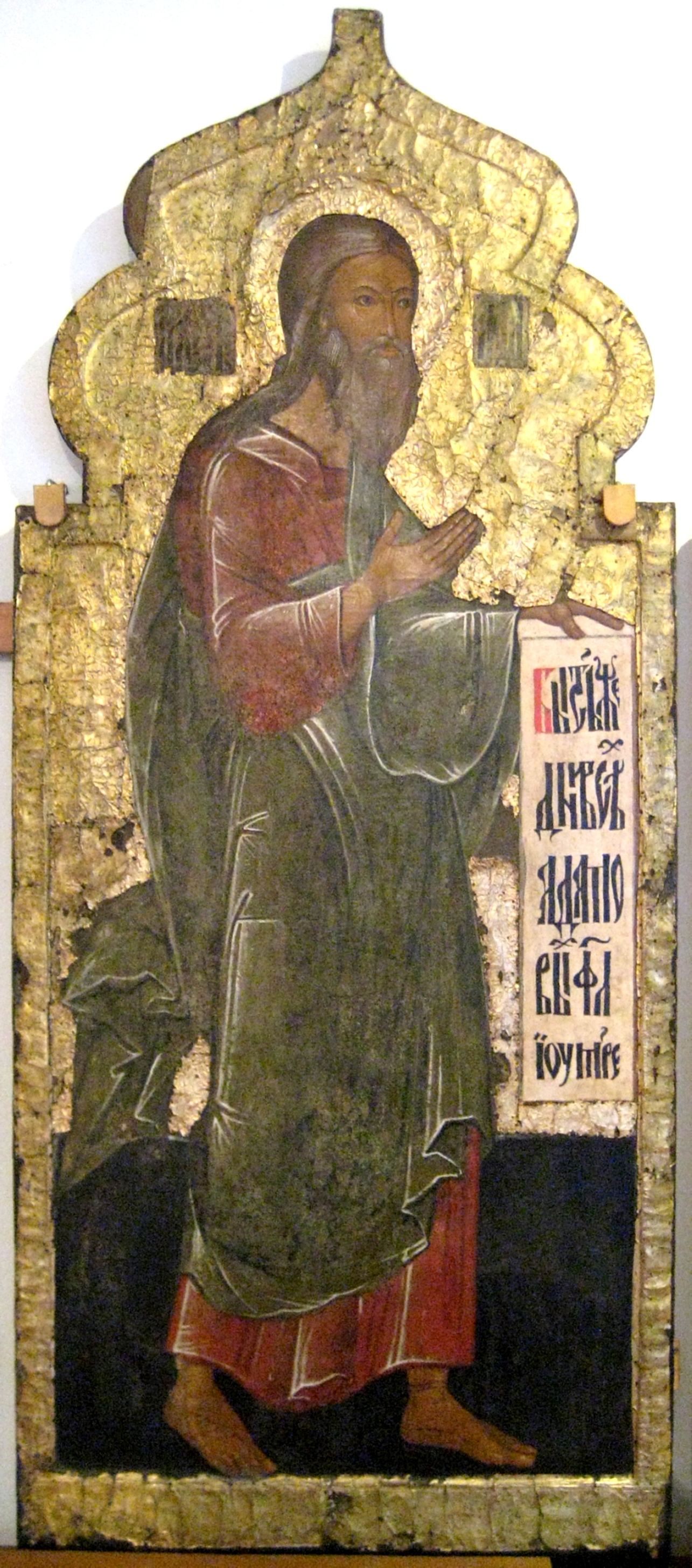
Ritratto di Adamo.

Giunto all'età di 700 anni e ormai prossimo alla morte, Adamo racconta a Seth, il suo terzo figlio dopo Caino e Abele, come raggiunse grazie ad Eva la piena conoscenza del vero Dio prima della caduta, causata dalla collerica reazione del falso dio della materia Sacklah.
Adamo anticipa anche al figlio i tempi futuri, raccontando una visione ricevuta nell'Eden da tre entità misteriose di origine divina: si raccontano (in chiave gnostica) le vicende del Diluvio Universale, di Sodoma e Gomorra, della venuta del Messia e della fine dei tempi, quando le forze del vero Dio sconfiggeranno Sacklah e i suoi malvagi servitori.

### La figura del Messia nell'Apocalisse di Adamo
Nell'Apocalisse di Adamo il nome proprio del Messia (nel testo sempre chiamato "Illuminatore") non viene mai riferito. Per questo, quindi, è un problema molto discusso tra gli studiosi se tale figura sia identificabile o meno con Gesù Cristo. Attualmente la maggioranza degli storici che si sono occupati del testo propendono per una soluzione affermativa, in quanto compaiono anche alcuni impliciti riferimenti alle vicende raccontate nei Vangeli quali il battesimo nel fiume Giordano, i miracoli e soprattutto la Passione.

### L'Inno dei Tredici Regni
All'interno del racconto della visione di Adamo è inserito anche un componimento poetico denominato dagli studiosi "Inno dei Tredici Regni". In questa curiosa sezione vengono presentati sinteticamente tredici falsi miti relativi alla nascita del Messia che vengono poi contrapposti a una quattordicesima versione (quella gnostica) che si rivela poi essere l'unica versione corretta. 
I vari miti raccolti in questa sezione poetica riflettono una critica alle concezioni sincretistiche dell'epoca, e affiancano in un unico componimento leggende greche, romane, persiane, egizie e giudaiche.